# Weihnachten gibt’s nur einmal im Jahr
Weihnachten gibt’s nur einmal im Jahr (Originaltitel Christmas Comes But Once a Year), auch unter dem VHS-Titel Weihnachten im Waisenhaus bekannt, ist ein US-amerikanischer Zeichentrick-Kurzfilm aus dem Jahr 1936. Er handelt von Waisenkindern, die zu Weihnachten nur minderwertige Spielsachen geschenkt kriegen und deswegen traurig sind. Als der alte Erfinder Grampy dies zufällig mitbekommt, beschließt er, den Kindern auf seine Art zu helfen.
Die Produktion gehört zu den Color Classics, einer Zeichentrick-Kurzfilmreihe der Fleischer Studios. Grampy, der Protagonist des Films, war ursprünglich eine Nebenfigur in einigen Betty-Boop-Produktionen. Weihnachten gibt’s nur einmal im Jahr ist dabei nicht nur der einzige Film der Fleischer Studios mit Grampy in einer Hauptrolle, sondern auch die alleinige Farbproduktion mit ihm. Der Film ist in der Gegenwart vor allem für seine als innovativ geltenden 3D-Szenen bekannt, die mithilfe der Setback entstanden, einer von den Fleischer Studios entwickelten Kameratechnik.
In Deutschland und den Vereinigten Staaten wurde Weihnachten gibt’s nur einmal im Jahr  zusammen mit anderen gemeinfreien Zeichentrickproduktionen auf mehreren DVD- und VHS-Sammlungen veröffentlicht. Bei diesen handelt es sich meistens um Weihnachts-Kompilationen.

## Handlung
In einem Waisenhaus schlafen die Kinder am Weihnachtstag noch, als eine Kuckucksuhr sieben Uhr anschlägt. Statt eines Vogels fährt aus der Klappe ein Welpe heraus, der eine Rampe runterrutscht und einem Jungen das Gesicht ableckt. Er wacht dadurch auf und holt die anderen aus den Betten, die freudig das Lied Christmas Comes But Once a Year singen und dazu tanzen. Anschließend gehen sie in den Hauptsaal, wo sie sich die Strümpfe mit ihren Geschenken nehmen. Dort müssen die Kinder feststellen, dass ihre Spielzeuge, unter anderem ein Spielzeuggewehr, ein Dreirad und ein Teddybär, alt sind und bereits nach wenigen Sekunden kaputtgehen. Die Beschenkten brechen daraufhin in Tränen aus, während draußen der alte Erfinder Grampy mit seinem motorisierten Schlitten fährt. Als er die Kinder hört, hält er an und wird durch das Türfenster Zeuge ihre Niedergeschlagenheit. Er beschließt deswegen, ihnen zu helfen.
Grampy betritt durch ein Fenster die Küche des Waisenhauses und legt alle Gegenstände, die er finden kann, auf einen Tisch. Danach baut er beispielsweise aus einem Waschbrett und Kleiderbügeln einen Schlitten, mit einem alten Schwamm und Gabeln ein Aufziehspielzeug sowie ein Pfannen-Banjo. Anschließend konstruiert Grampy eine Maschine, die Popcorn-Girlanden erzeugt, mit denen er das Haus schmückt, und verkleidet sich als Weihnachtsmann. Er ruft die Kinder zu sich, die sich in ihre Betten zurückgezogen haben. Ihre Laune verbessert sich sofort, als sie den Weihnachtsmann sehen, worauf sie ihre neuen Schaukelpferde, Modelleisenbahnen und anderen Spielsachen einweihen.
Grampy verteilt derweil Schnee (eigentlich Baumwolle) auf den Treppen, malt schneebedeckte Wälder an die Wände und lässt es dank einem über einem Lüfter an einer Schnur hängenden Seifenstück schneien. Die Kinder fahren die von ihm angelegte Piste mit ihren Schlitten und Skiern herunter, anschließend stapelt Grampy mehrere Regenschirme aufeinander, die er weihnachtlich verziert und auf einen Plattenspieler stellt. Er und die Kinder singen schließlich gemeinsam unter dem rotierenden Weihnachtsbaum Christmas Comes But Once a Year und lassen den Tag ausklingen.

## Produktion
Weihnachten gibt’s nur einmal im Jahr ist die 15. Produktion der Color Classics, einer Kurzfilmreihe der Fleischer Studios. Diese wurde von Paramount Pictures in Auftrag gegeben und sollte mit den Silly Symphonies von Disney konkurrieren. Im Gegensatz zu vorherigen Produktionen des Studios wurden alle diese Filme mithilfe eines Technicolor-Verfahrens in Farbe gedreht. Für einige Szenen von Weihnachten gibt’s nur einmal im Jahr benutzte das Animations-Team die Stereoptical Camera, auch Setback genannt, die die Fleischer Studios 1934 entwickelt hatten. Sie ähnelte einer vom Disney-Zeichner Ub Iwerks für Animationsproduktionen konstruierten Variante der Multiplan-Kamera. Einige Cels wurden bei Multiplan-Filmen auf Glasplatten gelegt und mit der bewegbaren Kamera aus einem vertikalen Winkel heraus in die Tiefe gestaffelt aufgenommen, wodurch ein relativ realistischer 3D-Effekt erzeugt wurde. Bei Setback-Dreharbeiten erstellten die Zeichner hingegen zunächst dreidimensionale Miniatur-Sets, in die die Cels platziert wurden. Die Szenerie wurde anschließend auf einen Plattenteller gelegt, in einem horizontalen Winkel gefilmt und rotiert. Mit dieser Technik entstand der Dreh-Zoom auf das Waisenhaus am Anfang des Films sowie die Schlussszene, in der Grampy und die Kinder unter einem auf einem Plattenspieler platzierten Weihnachtsbaum gemeinsam singen.
Grampy, die Hauptfigur des Kurzfilms, stammt eigentlich aus der Betty-Boop-Reihe der Fleischer Studios. In diesen baut er zum Lösen einfacher Probleme aus gewöhnlichen Haushaltsgegenständen komplexe, Rube-Goldberg-Maschinen ähnliche Gerätschaften. Daneben setzt er sich beim Nachdenken eine thinking cap auf, einen Doktorhut mit Glühbirne, die aufleuchtet, wenn er auf die Lösung kommt. Die Elemente wurden für Weihnachten gibt’s nur einmal im Jahr übernommen, wobei diese nicht nur die alleinige Farbproduktion mit Grampy, sondern auch die einzige ist, in der er ohne Betty Boop auftritt und eine Hauptrolle einnimmt. Wer Grampy im Film vertonte, ist nicht eindeutig erwiesen. Laut einem von Mark Fleischer, Max Fleischers Enkel, eröffnetem Archiv war Jack Mercer (der auch der Figur Popeye der Produktionsfirma seine Stimme verlieh) Grampys Stammsprecher. Einige Animationshistoriker konnten hierfür jedoch keine Belege finden und gehen basierend auf den Informationen damaliger Quellen von Everett Clark als Sprecher aus. Dafür ist belegt, dass Mae Questel, bekannt für ihre Rolle als Betty Boop, die Waisenkinder einsprach.

## Veröffentlichung
In den Vereinigten Staaten kam Weihnachten gibt’s nur einmal im Jahr am 4. Dezember 1936 in die Kinos. Wegen privater Streitigkeiten zwischen den Fleischer-Brüdern kam es im Laufe der folgenden Jahre zu internen Schwierigkeiten in der Produktionsfirma, die in dieser Zeit zudem finanzielle Verluste machte, da ihre Filme an den Kinokassen schwächelten. Deswegen beschloss Paramount 1942, die Fleischer Studios aufzulösen und ein paar Jahre später die Rechte aller ihrer vor 1950 gedrehten Kurzproduktionen an die U.M. & M. TV Corporation zu verkaufen. Kurz nachdem diese begann, die Anfangs-Zwischentitel einiger Color Classics, darunter Weihnachten gibt’s nur einmal im Jahr, unter anderem durch die Entfernung des Paramount-Logos sowie der Einfügung eigener Urheberrecht-Hinweise zu verändern, wurde die Reihe von der National Telefilm Associates aufgekauft. Deren Rechte an den Color Classics liefen nicht lange nach Erwerb ab, weswegen fast alle Filme der Reihe, darunter Weihnachten gibt’s nur einmal im Jahr, seither gemeinfrei sind.
Die Produktion wurde Jahre nach Uraufführung in den USA immer wieder zusammen mit anderen in der Zwischenzeit gemeinfrei gewordenen Animationsproduktionen veröffentlicht. Neben Zeichentricksammlungen wie Max Fleischer's Color Classics: Somewhere in Dreamland ist Weihnachten gibt’s nur einmal im Jahr meistens Teil von Weihnachts-Kompliationen, unter anderem den DVD-Kollektionen Cartoon Crazy Christmas und Classic Christmas Cartoons sowie den VHS-Kassetten Christmas Classics und Christmas Comes But Onces A Year. In den Vereinigten Staaten ist der Film daneben bei mehreren Streaming-Diensten abrufbar. Am 21. Dezember 1988 wurde eine verkürzte Fassung innerhalb der Weihnachtsfolge Pee-wee's Playhouse Christmas Special der von Paul Reubens moderierten CBS-Kindersendung Pee-wee’s Playhouse gezeigt. Zudem erstellt ein US-amerikanischer Editor seit 2020 mit künstlicher Intelligenz einen 4K-Remaster des Films. Ein erster Ausschnitt wurde im selben Jahr auf YouTube veröffentlicht.
In Deutschland erschien die Produktion ebenfalls auf mehreren DVD- und VHS-Sammlungen, beispielsweise Bugs Bunny und Co., Großmutter Hubbard und Rudolf Rotnase und andere Weihnachtsmärchen (hier unter dem Titel Weihnachten im Waisenhaus).

## Rezeption
In der Internet Movie Database erreichte der Film eine Bewertung von 7,1 von zehn Sternen basierend auf 656 abgegebenen Stimmen.
Jennie Rothenberg Geitz schrieb im The Atlantic, dass die Produktion nicht nur lustig sei, sondern auch echtes Pathos besitze, da sie für die Erfahrungen europäischer, jüdischer Filmproduzenten und Regisseure in den USA stehe. Für die im Abspann Erwähnten wie etwa dem Paramount-Präsidenten Adolph Zukor, der seine Eltern früh verlor und im Alter von 16 Jahren auswanderte, sei ein Waisenhaus voll weinender Kinder keine abstrakte Vorstellung. Auch der Einfallsreichtum der Produktionsbeteiligten, dank dem sie als mittellose Einwanderer trotz sozialer Barrieren erfolgreich Karriere im Filmgeschäft machen konnten, werde in der Produktion in einer entscheidenden Rolle abgebildet. Letztlich erzähle Weihnachten gibt’s nur einmal im Jahr selbst ohne Rentiere eine recht gute Geschichte und eigne sich auch für Kinder, die kein Weihnachten feiern.
Karl Heitmueller von MTV setzte Grampy auf den vierten Platz der zehn besten Film-Weihnachtsmänner. Die 3D-Effekte der charmanten Kurzproduktion der revolutionären Fleischer Studios versetze auch das gegenwärtige Publikum ins Staunen. Für Steve Stanchfield von Cartoon Research sei Grampy zwar eine etwas begrenzte Figur, eigne sich jedoch perfekt für einen Einakter. Der Film sei aus mehreren Gründen entwaffnend, unter anderem aufgrund der einfachen, aber süßen Handlung sowie Grampys cleveren Erfindungen. Der schöne Weihnachtsbaum-Effekt sei ein schlichtes, aber wunderbares Ende für die Produktion. Auch die Musik wirke genau richtig, unter anderem das eingängige Titellied. Mark Voger beschrieb Weihnachten gibt’s nur einmal im Jahr als auf eine charmante Art sonderbar. Die eigentlich einfachen Effekte seien einfallsreich und bahnbrechend, wobei die Produktion dennoch leider recht unbekannt sei. Sie verdiene dieselbe Beliebtheit wie die in den Vereinigten Staaten als Weihnachtsklassiker geltenden Die gestohlenen Weihnachtsgeschenke, Die Peanuts – Fröhliche Weihnachten und Rudolph mit der roten Nase.

## Bezug zu anderen Produktionen
Ein Jahr nach Veröffentlichung von Weihnachten gibt’s nur einmal im Jahr verwendeten die Fleischer Studios das Titellied mit abgewandeltem Text für den 1938 veröffentlichten Popeye-Silvesterkurzfilm Let’s Celebrake. An dessen Anfang singen Popeye und Bluto das Lied, während sie zu Olivia fahren, um sie und ihre Großmutter für einen Tanzabend abzuholen.
Am 24. Oktober 1952 erschien mit True Boo, einer Kurzproduktion der Casper-Reihe, eine Neuverfilmung von Weihnachten gibt’s nur einmal im Jahr. In diesem wünscht sich der Geist Casper zu Weihnachten einen Freund, hat aber keinen Erfolg, da alle Kinder vor ihm Angst haben. Als er mitbekommt, wie der Junge Billy aufgrund seiner fehlenden Geschenke weint, beschließt Casper, sich als Weihnachtsmann zu verkleiden und für Billy Geschenke aus Haushaltsgegenständen zu bauen.